# Scrapbooking

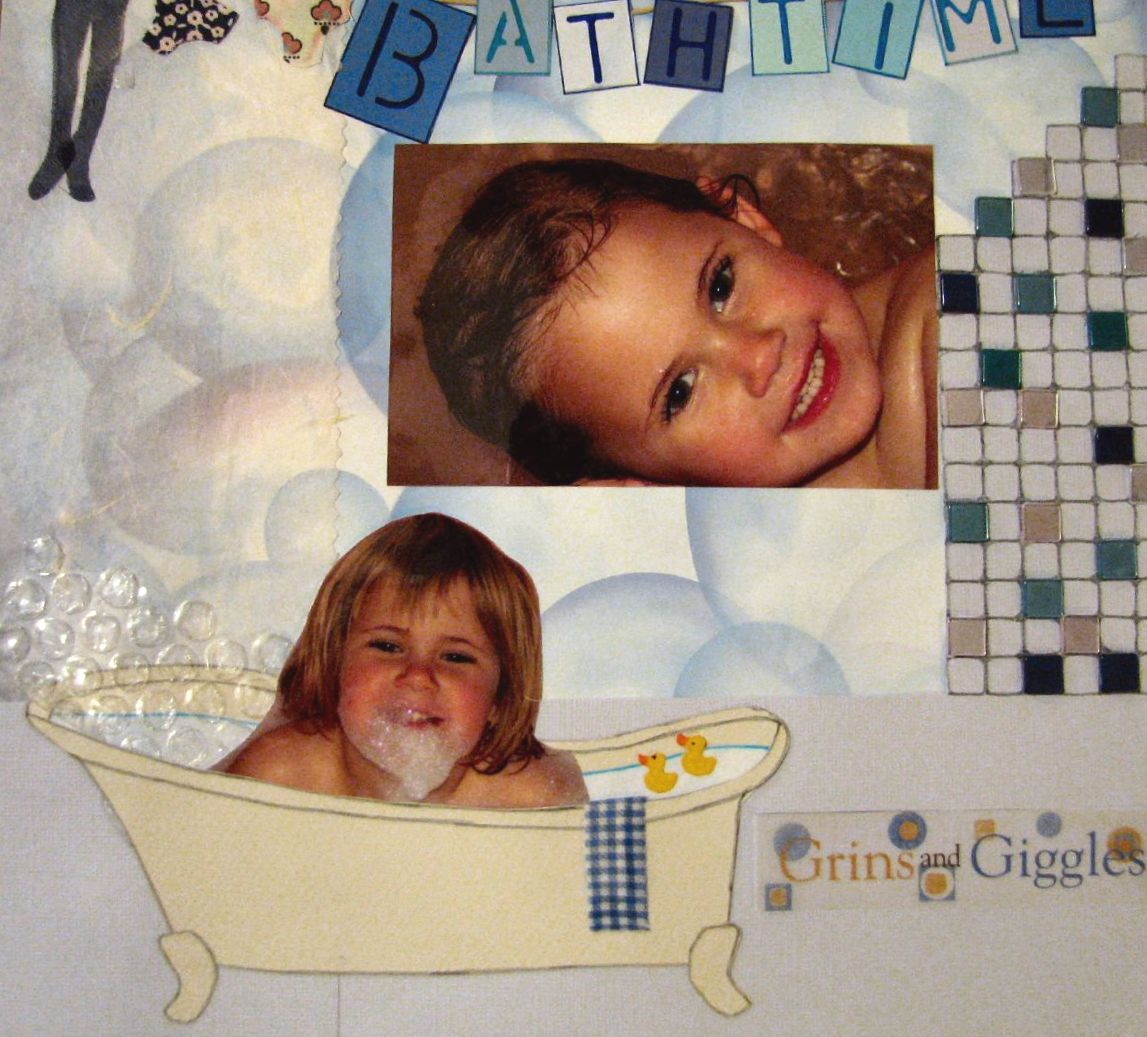
Eine Scrapbook-Seite (nicht digital)

Scrapbooking [ˈskɹæpbʊkɪŋ] bezeichnet ein Bastelhobby. Dabei werden Fotos in ein selbstgefertigtes Sammelalbum, ein sogenanntes Scrapbook, eingeklebt und mit Aufklebern und anderen zu den Fotos passenden Dingen verziert. Im Gegensatz zu herkömmlichen Fotoalben werden in Scrapbooks Geschichten erzählt und die Fotos durch Texte und künstlerische Gestaltung der Seiten besonders präsentiert. Je nach Ereignis werden auch Eintrittskarten und Ähnliches in das Scrapbook geklebt.

## Etymologie
Das Wort Scrapbooking kommt vom englischen „Scrap“, welches Schnipsel, Stückchen bedeutet. In Scrapbooks werden diese Schnipsel und Papierstücke als Stücke der Lebensgeschichte eingeklebt und gesammelt.
Erste prominente Scrapbooker waren Königin Victoria von Großbritannien und Mark Twain. Im 19. Jahrhundert wurden Scrapbooks zum Beispiel mit Holzstichen bebildert, im 20. Jahrhundert vor allem mit Bild- und Textausschnitten aus Illustrierten und Zeitungen; damals dienten Scrapbooks keineswegs nur der Illustration der eigenen Lebensgeschichte, sondern vor allem dem individuellen Zusammenstellen von illustrierten Sammlungen zu prominenten Personen oder Personengruppen wie Adelsfamilien, Film- und Theaterschauspielern, Sportlern, aber auch konkreten Themen wie Humor, Sport und Gymnastik etc.
Sinn des Scrapbookings ist es, Fotoalben auf die besten Bilder zu reduzieren und diese mit Beiwerk in Szene zu setzen. Gleichzeitig soll über kleine Texte und Anmerkungen die Geschichte zu den Bildern festgehalten werden. Der Gesamteindruck versucht die Stimmung zum Zeitpunkt der Aufnahme zu vermitteln und so über das reine Foto hinaus zu bewahren. Gleichzeitig bietet Scrapbooking die Möglichkeit, viele künstlerische Techniken und Stilrichtungen in die Alben einfließen zu lassen.

## Materialien

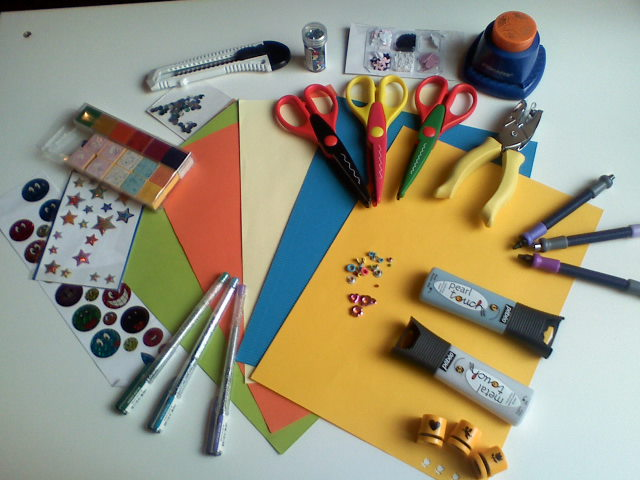
Utensilien für Scrapbooking

Die wichtigsten Materialien, die für Scrapbooking benötigt werden, sind:
- Papiere, uni oder gemustert, als Träger für die Fotos (ein gängiges Format ist 30,5 × 30,5 cm, bzw. 12 × 12 Zoll)
- Klebstoffe, Scheren und Motivstanzer, um den Motiven eine individuelle Form zu geben
- Stempel und Stempelkissen für themenbezogene Ornamente und Verzierungen auf dem Trägermaterial
- Embellishments – Verzierungen und Applikationen aus Stoff oder Karton, die zusätzlich zum Foto auf das Trägermaterial aufgeklebt werden
- Farben (als Stifte oder flüssig zum Auftragen mit Pinseln)
- Materialien zum Binden des Scrapbooks – dies können einfache Drahtkammbindungen sein oder individuelle Fadenheftungen
- Eyelets (Ösen in verschiedenen Farben und Formen)
- Masking Tapes (Motiv-Klebeband)

Es werden auch komplette Sets angeboten.

## Szene

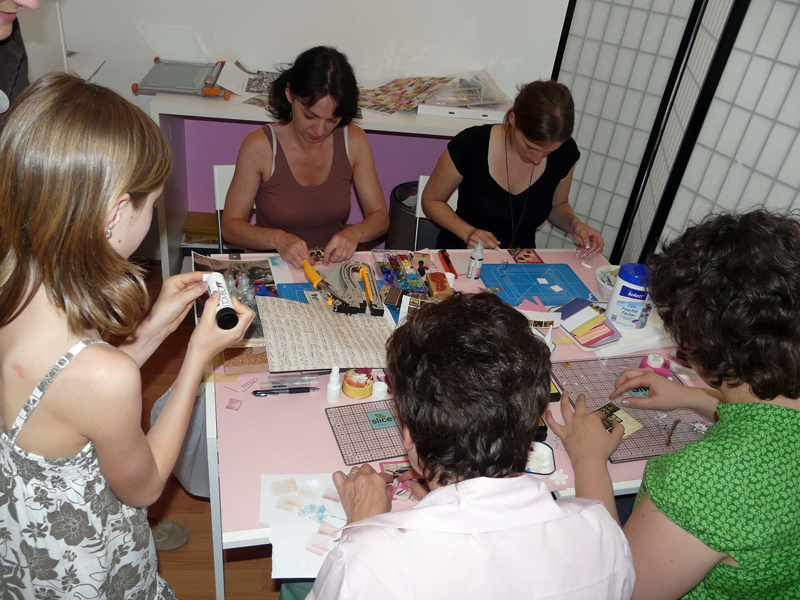
Scrapbook-Künstler bei einem Crop

Ein Merkmal der Scrapbook-Bewegung ist die häufig gemeinschaftliche Ausübung des Hobbys. Workshops, in denen bestimmte Techniken und Fähigkeiten vermittelt werden, gehören ebenso zum Scrapbooking wie sogenannte Crops. Crops sind Treffen von Scrapbookern, bei denen die Teilnehmer eigene Arbeiten, oft zu einem vorgegebenen thematischen Schwerpunkt, erstellen. Besonders beliebt sind Veranstaltungen mit prominenten Scrappern. Zu den besonders renommierten Größen der Szene zählen Tim Holtz und Donna Downey.
Eine weitere Form des Austauschs unter Scrappern sind Swaps, bei denen Scrapper Elemente von Scrapbookseiten zu vorher festgelegten Themen miteinander austauschen, um neue Impulse für die eigenen Werke zu erlangen. 
Die Szene ist zudem auch online eng vernetzt.

## Digitales Scrapbooking
Beim digitalen Scrapbooking wird ein Layout, bzw. eine Albumseite mit Fotos und Zierelementen mit Hilfe von Grafikprogrammen gestaltet. Danach kann es von Fotodiensten zu Büchern gebunden werden. Auch Mischformen aus digitalem und analogem Scrapbooking sind möglich.